# Ilene Graff
Pour les articles homonymes, voir Graff.
Ilene Graff (née le 28 février 1949 à New York) est une actrice et chanteuse américaine

## Biographie
Fille de Judith Clarice, professeur de piano et chef de chœur, et de Jérôme Laurent Graff, musicien, Ilene Graff est la sœur de l'acteur et réalisateur Todd Graff.
Elle a commencé sa carrière d'actrice en faisant des apparitions dans des sitcoms américaines comme Barnaby Jones et Laverne & Shirley. De 1981-1984, Graff a vu une ligne régulière de travail dans des comédies populaires américaines comme Mork et Mindy, et pour trois, et le drame St. Elsewhere . En 1985, elle a pris ce qui est sans doute son rôle le plus célèbre, jouant la femme de Bob Uecker dans la comédie MR . Belvedere.
L'émission a été diffusée en 1990. Elle se produit comme chanteuse et actrice commerciale. Elle a assisté à Van Buren lycée dans le Queens Village, et est diplômé de l'Ithaca College en 1970 et a joué le rôle de Sandy dans la production de Broadway de graisse pendant 2 ans, après quoi il est devenu rôles à la télévision les plus notables et cinéma . Elle fait ses débuts professionnels à l'étape de Broadway4 musicale Promises, promises.
Ilene Graff a épousé le compositeur Ben Lanzarone. Marié depuis 1978, le couple a une fille Nikka Graff Lanzarone.